# Good Night (Les Simpson)
Pour les articles homonymes, voir Good Night.
Good Night est le premier court métrage des Simpson, qui est passé dans The Tracey Ullman Show. Il a été diffusé pour la première fois le 19 avril 1987, durant le troisième épisode de la série The Tracey Ullman Show, et a été la première apparition de la famille Simpson à la télévision. Après trois saisons, les courts métrages ont été adaptés en un format plus long, pour donner la série d'animation Les Simpson. Depuis, Good Night a été inclus dans le DVD de la saison 1 et dans l'épisode 138e épisode, du jamais vu !, où il a été traduit en français.

## Synopsis
Marge et Homer disent bonne nuit à leurs enfants, mais chacun est effrayé par quelque chose de différent. Bart est perdu dans des pensées philosophiques sur la pensée, Lisa a peur car Marge lui a dit « Pense pas aux monstres sous ton lit. » et Maggie est traumatisée par les paroles d'une comptine.
Finalement, tous les enfants rejoignent Homer et Marge dans leur lit.

## Origine
Matt Groening a conçu la famille Simpson en 1986 dans l'entrée du bureau du producteur James L. Brooks. On a fait appel à Groening pour lancer une série de courts métrages d'animation pour The Tracey Ullman Show, qui serait adaptée de son comic strip Life in Hell. Lorsqu'il a réalisé que l'animation de Life in Hell exigerait qu'il renonce aux droits de publication, Groening a décidé d'aller dans une direction différente et a rapidement esquissé une famille dysfonctionnelle, nommant les personnages d'après les membres de sa famille. Pour le fils de la famille, il a remplacé son nom par « Bart », une anagramme du mot en anglais brat signifiant « môme », car il trouvait que nommer le personnage Matt serait trop évident pour lui.
Le court-métrage Good Night (« bonne nuit » en français) a été écrit par Matt Groening. Ce dernier n'avait fait que de simples croquis des personnages, supposant qu'ils seraient affinés par la production. Cependant, les animateurs avaient simplement retracé ses dessins, ce qui donna une apparence grossière aux personnages des premiers épisodes. L'animation a été produite par Klasky Csupo, avec comme animateurs Wes Archer, David Silverman et Bill Kopp.

## Personnages
Ce premier épisode introduit les cinq principaux membres de la famille Simpson : Homer, Marge, Lisa, Bart et Maggie, qui parlent tous, même Maggie. La toute première scène fait figurer Homer et Bart, Homer parlant en premier. Les personnages dans l'ordre de leur première intervention vocale sont Homer, Bart, Marge, Lisa et Maggie.
Le court métrage se déroule dans la maison des Simpson.